# Graal

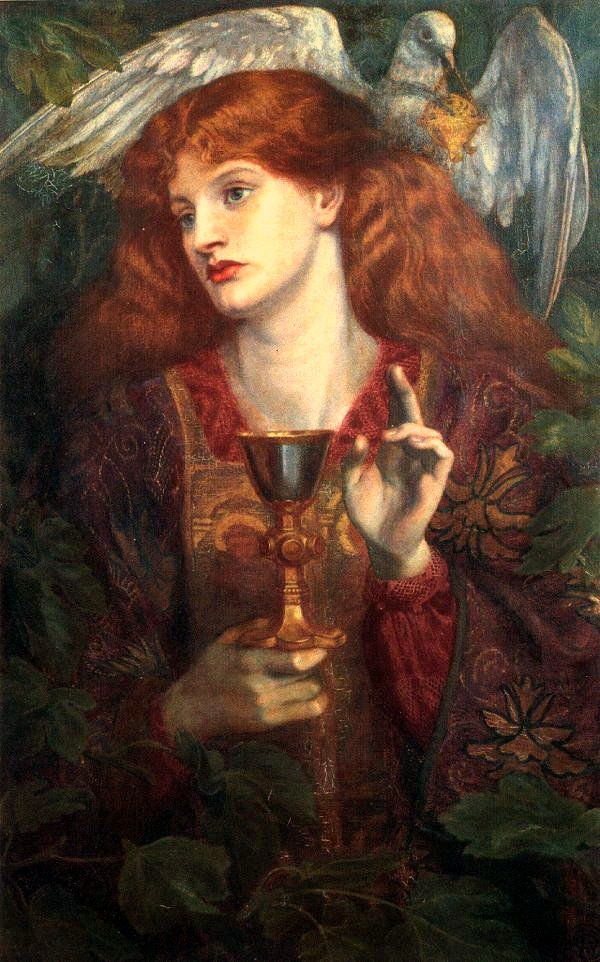
The Damsel of the Sanct Grael, Dante Gabriel Rossetti, 1874

Graal (także Święty Graal) – tajemniczy przedmiot (najczęściej kielich lub misa) występujący w legendach arturiańskich. W niektórych ich wersjach jest to kielich, którym posłużył się Jezus Chrystus w czasie Ostatniej Wieczerzy, a później użyty przez Józefa z Arymatei do zebrania krwi Jezusa po ukrzyżowaniu.

## W legendach arturiańskich
Legendy arturiańskie funkcjonowały w postaci pieśni i przekazów ustnych, natomiast pierwsze wzmianki pisemne o Królu Arturze pochodzą z VIII w. Motyw Graala po raz pierwszy pojawia się kilkaset lat później, około 1180 roku, w Percevalu, w cyklu legend arturiańskich, spisanych przez Chrétiena de Troyes. Jego opiekunem był Król Rybak. Chrétien de Troyes nie określił, czym jest Graal, używał formy un graal, z czego wynika, że autor uważał, że Graal jest jednym z przedmiotów należących do większego zbioru graali. Nie łączył go z osobą Jezusa. Wolfram von Eschenbach przedstawił Graal jako kamień, Lapsit Excillis. Około 1199 Robert de Boron w Joseph d’Arimathie po raz pierwszy przedstawił Graala jako kielich użyty podczas Ostatniej Wieczerzy, który następnie został wykorzystany przez Józefa z Arymatei do zebrania krwi Jezusa.

## Nawiązania w kulturze współczesnej
- Kod da Vinci – ekranizacja powieści Dana Browna Kod Leonarda da Vinci z motywem odnalezienia Świętego Graala,
- Grailknights – zespół, którego piosenki i koncerty nawiązują do Świętego Graala,
- Indiana Jones i ostatnia krucjata – film przygodowy, z motywem poszukiwania Graala,
- Monty Python i Święty Graal – surrealistyczna komedia z 1975 roku, w reżyserii Terry’ego Jonesa i Terry’ego Gilliama,
- Fate/stay night – japońskie serie: gier [typu m.in. Visual Novel] anime oraz mang, w której bohaterowie biorą udział w Wojnie Świętego Graala, który spełni życzenie zwycięzcy.
- Detektyw Murdoch (odcinek pt. Murdoch i świątynia śmierci) - zostaje znaleziony w podziemiach świątyni zbudowanej na wzór Hagii Sophii